# DB-Baureihe 627
Von den einteiligen vierachsigen Triebwagen der DB-Baureihe 627 wurden  insgesamt 13 Fahrzeuge in zwei Bauserien gefertigt. Entwickelt wurden sie zusammen mit den zweiteiligen Triebzügen der Baureihe 628.

## Geschichte

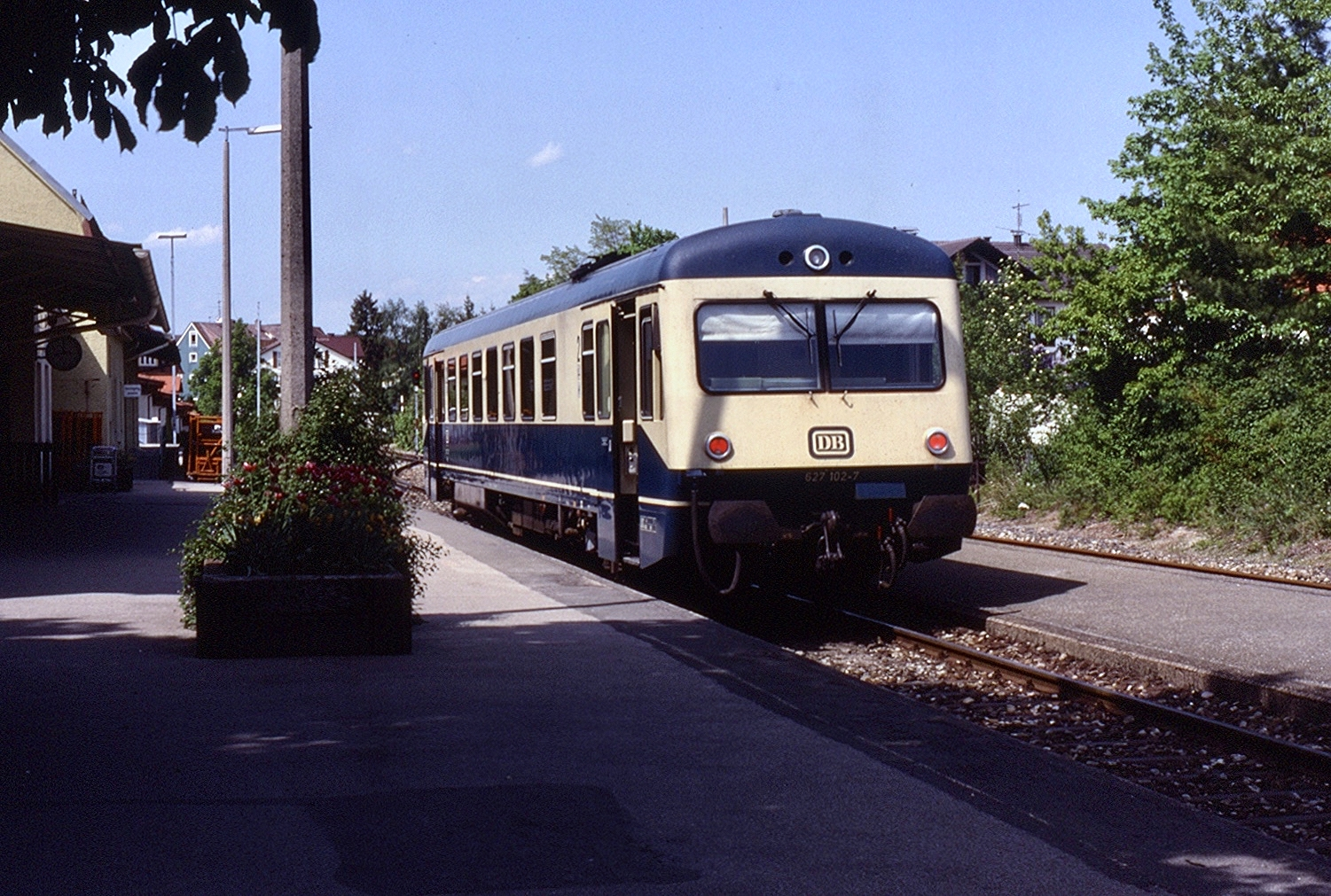
Triebwagen der zweiten Bauserie in Bad Wörishofen, 1992

Das Bundesbahn-Zentralamt in München entwickelte ab 1972 zusammen mit den Unternehmen Duewag und MaK einen neuen Triebwagentyp in Leichtbauweise für den Einsatz auf Nebenbahnen, der einteilig als Baureihe 627 und zweiteilig als Baureihe 628 gefertigt werden sollten. Teile aus dem Lastkraftwagen-Bau, wie die Motoren, fanden Verwendung. 1974 wurden acht Exemplare mit zwei verschiedenen Motortypen gebaut. Nach eingehender Erprobung wurden 1981 weitere fünf leicht veränderte Fahrzeuge gebaut und als Baureihe 627.1 geführt. Sie erhielten im Unterschied zu den mit Längssicken versehenen ersten Fahrzeugen eine glatte Außenhaut, einen horizontalen Knick im unteren Frontbereich und normale Zug- und Stoßvorrichtungen, die 1984/85 auch in die erste Serie eingebaut wurden, um eine universelle Verwendung zu ermöglichen. Außerdem hatten sie statt der Übersetzfenster nur noch Klappfenster und andere Sitze. Zu einer Serienfertigung kam es im Gegensatz zur Baureihe 628 nicht. Haupteinsatzgebiete waren die Strecken um Tübingen und Kempten, sowie Braunschweig bis 1980. Von 1985 bis 2004 wurden sie unter anderem auf den Strecken Eutingen im Gäu–Schiltach und Hausach–Schiltach eingesetzt. 
Die Konstruktion bildete die Basis für die Turmtriebwagen der Baureihe 704.

## Konstruktion
Die Wagenkästen wurden aus Walzprofilen und gekanteten Blechen gefertigt. Die Drehgestelle waren nach Bauart Wegmann ausgeführt; hier wurde auf Leichtbauweise geachtet. Auf jeder Wagenseite waren zwei Schwenkschiebetüren vorhanden. Im Innenraum waren ein Fahrgastraum und ein Lastenabteil mit Klappsitzen vorhanden. Die Motoren und Getriebe waren unterflur elastisch am Rahmen aufgehängt. Die Primärfederung der Radsatzlager erfolgte mit Gummifedern, die Sekundärfederung der Drehgestelle mit Luftfederbalg und Niveauregulierung. Die Warmwasserheizung nutze die Abwärme des Motors, zusätzlich konnte ein Ölheizgerät verwendet werden. Die erste Lieferung war mit Scharfenbergkupplung ausgerüstet. Die Triebwagen konnten in Vielfachsteuerung mit bis zu sechs Einheiten mit der Baureihe 628 gefahren werden. Sie waren für den Einmannbetrieb eingerichtet.

## Verbleib

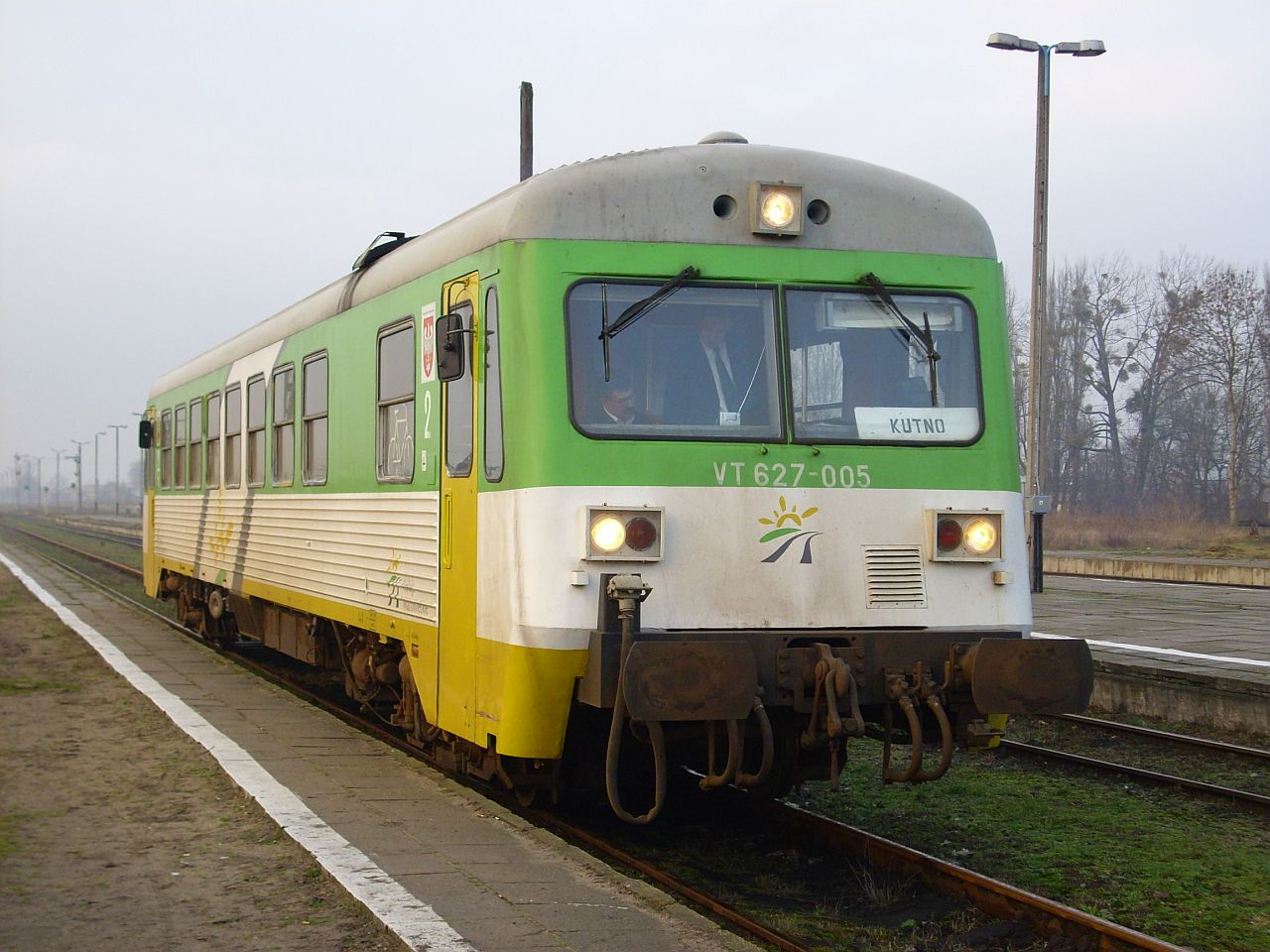
627 005 der polnischen Koleje Mazowieckie in Sierpc (2008)

Die 13 Fahrzeuge wurden zwischen 2001 und 2006 von der Deutschen Bahn komplett ausgemustert. Die Triebwagen 627 003, 005, 008, 101, 102, 104 und 105 fanden in Polen bei der Koleje Mazowieckie eine neue Heimat, der Rest wurde verschrottet. Der als Museumsfahrzeug vorgesehene 627 001 wurde beim Großbrand des Ringlokschuppens im Bahnbetriebswerk Nürnberg West 2005 (DB-Museum) zerstört und ebenfalls verschrottet. Die Fahrzeuge der ersten Serie wurden inzwischen verschrottet, die zweite Serie soll bis mindestens 2027 im Einsatz verbleiben.

## Trivia
In dem Film Wallers letzter Gang fährt der Hauptdarsteller Waller zu Beginn in einem Triebwagen der Baureihe 627 zur Arbeit.